# Gabriela Lee
Gabriela Lee (născută Talabă; n. 23 august 1995, Galați, România) este o jucătoare profesionistă de tenis de câmp din România, născută la Galați.

## Carieră de junior
Gabriela Lee nu a fost una dintre cele mai bune junioare ale României, însă ea nu s-a axat foarte mult pe această categorie. Cea mai bună poziție ocupată de Gabriela a fost locul 203. La junioare, simplu Gabriela a cucerit titlul Tivoli Trophy Timișoara (Grade 3), pe zgură, acesta fiind și cel mai important rezultat al româncei în perioada junioratului în proba de simplu. La dublu, gălățeanca, a cucerit 2 titluri. Primul cu Ana Bianca Mihăilă (din România) pe zgura egipteană la un turneu de categorie Grade 5, iar al doilea cu compatrioata sa Elena Gabriela Ruse la un turneu de categorie Grade 2, pe carpet indoor în Moldova. Gabriela a făcut echipa la dublu, în proba junioarelor, cu Belinda Bencic.